# Christoph Brockmann
Christoph Brockmann (* 16. März 1878 in der Nähe von Schneverdingen; † 14. Oktober 1962) war ein deutscher Diatomeen-Forscher.
Sein botanisches Autorenkürzel lautet „C.Brockmann“.

## Leben
Brockmann war 1904 bis 1937 Lehrer an der Marktschule in Lehe (Bremerhaven). Er war durch seine Forschungen über Diatomeen und Plankton international bekannt und freiwilliger Mitarbeiter der Preußischen Geologischen Landesanstalt.
1950 wurde er Ehrendoktor der Universität Kiel. Er war einer der Gründer der Arbeitsgemeinschaft norddeutscher Geologen.

## Schriften
- Diatomeen und Schlick im Jade-Gebiet. Abhandlungen der Senckenbergischen Naturforschenden Gesellschaft 1935.
- Die Diatomeen im marinen Quartär Hollands, Abh. der Senckenbergischen Naturf. Ges., 1928.
- Die Watt-Diatomeen der schleswig-holsteinischen Westküste, Abh. Senckenbergischen Naturf. Ges. 1950.
- Brackwasserstudien, Verein für Naturkunden an der Unterweser, Geestemünde 1914.